# Muhammad ibn 'Ali ibn 'Abd Allah
Muḥammad ibn ʿAlī ibn ʿAbd Allāh (in arabo ﻣﺤﻤﺪ ﺑﻦ ﻋﻠﻲ ﺑﻦ ﻋﺒﺪ الله‎?; al-Humayma, 674 – 743) è stato un agitatore politico e religioso abbaside.
Suo bisnonno era lo zio del profeta Maometto, al-ʿAbbās b. ʿAbd al-Muṭṭalib. Si dice che avrebbe ricevuto da suo padre ʿAlī ibn ʿAbd Allāh b. al-ʿAbbās, al momento della sua morte del 736, la guida della famiglia abbaside perché ne proseguisse la causa di operare per impadronirsi del califfato, allora gestito dagli Omayyadi, a detrimento degli alleati alidi degli Abbasidi).
Per scansare il pericolo di una probabile persecuzione, si spostò nella giordana al-Ḥumayma assieme al figlio di Muḥammd b. al-Ḥanafiyya, Abū Hāshim, di cui divenne devoto discepolo, studiando sotto il suo magistero di grande esperto di ḥadīth.
Come capo della daʿwah abbaside, si preoccupò di scegliere suoi emissari in grado di realizzare il disegno d'impossessamento del califfato e, dopo il fallimento della missione di Khidāsh, fu sua cura nominare un nuovo dāʿī nella persona di Sulaymān b. Kathīr al-Khuzāʿī per condurre la sua azione di propagandista clandestina per gli Abbasidi.
Morto al culmine dell'estate del 743, la cura della Daʿwa fu da lui affidata al suo figliolo ed erede Ibrāhīm ibn Muḥammad. 